# غالاتس

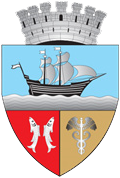
شعار المدينة

مدينة شرقي رومانيا (بالرومانية: Galaţi) عاصمة المحافظة التي تحمل نفس الاسم، في إقليم دبروجة، تقع هذه على نهر الدانوب حيث تعتبر من أهم الموانئ الأوروبية على هذا النهر. تحتل المرتبة السابعة من حيث عدد السكان 298.861 نسمة (عام 2002) .

## المناخ
يظهر الجدول التالي التغييرات المناخية على مدار السنة لغالاتس:
| البيانات المناخية لـغالاتس | البيانات المناخية لـغالاتس | البيانات المناخية لـغالاتس | البيانات المناخية لـغالاتس | البيانات المناخية لـغالاتس | البيانات المناخية لـغالاتس | البيانات المناخية لـغالاتس | البيانات المناخية لـغالاتس | البيانات المناخية لـغالاتس | البيانات المناخية لـغالاتس | البيانات المناخية لـغالاتس | البيانات المناخية لـغالاتس | البيانات المناخية لـغالاتس | البيانات المناخية لـغالاتس |
| الشهر | يناير                      | فبراير                     | مارس                       | أبريل                      | مايو                       | يونيو                      | يوليو                      | أغسطس                      | سبتمبر                     | أكتوبر                     | نوفمبر                     | ديسمبر                     | المعدل السنوي              |
| --- | -------------------------- | -------------------------- | -------------------------- | -------------------------- | -------------------------- | -------------------------- | -------------------------- | -------------------------- | -------------------------- | -------------------------- | -------------------------- | -------------------------- | -------------------------- |
| الدرجة القصوى °م (°ف) | 17.3 (63.1)                | 22.4 (72.3)                | 27.8 (82.0)                | 31.8 (89.2)                | 36.2 (97.2)                | 37.8 (100.0)               | 40.5 (104.9)               | 40.4 (104.7)               | 35.7 (96.3)                | 33.5 (92.3)                | 25.6 (78.1)                | 20.0 (68.0)                | 40.5 (104.9)               |
| متوسط درجة الحرارة الكبرى °م (°ف) | 2.3 (36.1)                 | 4.5 (40.1)                 | 10.1 (50.2)                | 17.0 (62.6)                | 23.3 (73.9)                | 26.9 (80.4)                | 29.2 (84.6)                | 28.9 (84.0)                | 23.5 (74.3)                | 17.0 (62.6)                | 9.3 (48.7)                 | 3.4 (38.1)                 | 16.3 (61.3)                |
| المتوسط اليومي °م (°ف) | −1.2 (29.8)                | 0.2 (32.4)                 | 4.9 (40.8)                 | 11.1 (52.0)                | 17.2 (63.0)                | 21.0 (69.8)                | 23.1 (73.6)                | 22.5 (72.5)                | 17.3 (63.1)                | 11.5 (52.7)                | 5.2 (41.4)                 | 0.1 (32.2)                 | 11.1 (52.0)                |
| متوسط درجة الحرارة الصغرى °م (°ف) | −4.1 (24.6)                | −3.1 (26.4)                | 0.9 (33.6)                 | 6.4 (43.5)                 | 11.7 (53.1)                | 15.5 (59.9)                | 17.3 (63.1)                | 16.8 (62.2)                | 12.3 (54.1)                | 7.3 (45.1)                 | 2.0 (35.6)                 | −2.5 (27.5)                | 6.7 (44.1)                 |
| أدنى درجة حرارة °م (°ف) | −26.5 (−15.7)              | −28.6 (−19.5)              | −17.2 (1.0)                | −5.2 (22.6)                | −0.1 (31.8)                | 3.8 (38.8)                 | 7.3 (45.1)                 | 6.2 (43.2)                 | −1.5 (29.3)                | −6.8 (19.8)                | −17.4 (0.7)                | −20.7 (−5.3)               | −28.6 (−19.5)              |
| الهطول مم (إنش) | 27 (1.1)                   | 24 (0.9)                   | 31 (1.2)                   | 39 (1.5)                   | 46 (1.8)                   | 69 (2.7)                   | 50 (2.0)                   | 43 (1.7)                   | 46 (1.8)                   | 37 (1.5)                   | 35 (1.4)                   | 40 (1.6)                   | 487 (19.2)                 |
| متوسط تساقط الثلوج سم (إنش) | 9.0 (3.5)                  | 7.9 (3.1)                  | 6.4 (2.5)                  | 0.0 (0.0)                  | 0.0 (0.0)                  | 0.0 (0.0)                  | 0.0 (0.0)                  | 0.0 (0.0)                  | 0.0 (0.0)                  | 0.0 (0.0)                  | 10.4 (4.1)                 | 7.0 (2.8)                  | 40.7 (16.0)                |
| متوسط أيام هطول الأمطار (≥ 1.0 mm) | 4                          | 5                          | 5                          | 6                          | 6                          | 8                          | 6                          | 5                          | 5                          | 5                          | 5                          | 6                          | 66                         |
| متوسط الرطوبة النسبية (%) | 87                         | 85                         | 81                         | 75                         | 73                         | 73                         | 72                         | 72                         | 74                         | 79                         | 87                         | 89                         | 79                         |
| ساعات سطوع الشمس الشهرية | 79                         | 112                        | 157                        | 200                        | 266                        | 284                        | 311                        | 294                        | 225                        | 171                        | 91                         | 72                         | 2٬262                      |
| المصدر #1: Ogimet |                            |                            |                            |                            |                            |                            |                            |                            |                            |                            |                            |                            |                            |
| المصدر #2: Romanian National Statistic Institute (extremes 1901–2000), NOAA (snowfall 1961–1990), الأرصاد الجوية الألمانية (humidity, 1973–1992) |                            |                            |                            |                            |                            |                            |                            |                            |                            |                            |                            |                            |                            |

## توأمة
لغالاتس اتفاقيات توأمة مع كل من:
- أنكونة
- ييزي
- برينديزي
- كوفنتري
- بيرايوس
- ووهان
- بيساك
- ليمون
- هاموند
- ميكولايف
- سيفاستوبول
- يالطا
- سكوتسبلوف
- مومباي

## أعلام
- فيوريكا سوسانو
- نيكولاي راينا